# Jan Steen
Pour les articles homonymes, voir Steen.
Jan Havickszoon Steen (Leyde, 1626 – inhumé à Leyde, le 23 février 1679) est un peintre néerlandais (Provinces-Unies) du siècle d’or. Représentant du baroque, il figure parmi les peintres de genre néerlandais les plus importants de son époque. Il a peint quelques centaines de tableaux, de qualités inégales, mais caractérisés, surtout, par la connaissance du cœur humain, l’humour, et une utilisation exubérante de la couleur. Il représente fréquemment des valeurs morales dans des scènes du quotidien, en recourant à des images la plupart du temps symboliques.

## Biographie
Jan Steen est né à Leyde où ses parents, Havick Steen, marchand de grains et brasseur, et Elisabeth Capiteyn, vivaient depuis plusieurs générations. Catholiques aisés, il se marièrent en 1625 devant les échevins et, selon toute vraisemblance, quelque temps après dans une schuilkerk. Jan sera l’aîné de huit enfants.
En 1639, Jan Steen fréquente probablement l’école latine de Leyde, tout comme Rembrandt (1606-1669), son illustre contemporain. Il part ensuite faire son apprentissage vraisemblablement à Utrecht, chez Nicolaus Knüpfer (1603-1660), un peintre allemand de tableaux historiques et figuratifs, dont l’influence est visible dans les compositions et l’emploi des couleurs de Steen. Une autre de ses sources d’inspiration sera Adriaen van Ostade (1610-1685), peintre de la vie paysanne qui vécut à Haarlem ; on ignore cependant si Steen fut effectivement son élève. Parmi ses maîtres, on cite aussi le nom de Dirck Hals.
En 1646, Jan Steen fréquente l’Université de Leyde puis, deux ans plus tard, en mars 1648, il s'inscrit à la guilde de Saint-Luc locale et collabore avec Gabriel Metsu.
En 1649, à La Haye, il entre au service du peintre paysagiste Jan van Goyen (1596-1656), dont il épouse la fille, Margriet (Grietje), le 3 octobre de la même année. Le couple, qui aura au moins cinq enfants, vit alors chez Van Goyen sur la Bierkade. La collaboration entre les deux peintres durera cinq ans.
En 1654, Steen devient membre de la schutterij locale. La même année, tout en se rendant toujours régulièrement à Leyde, il part s’établir à Delft, où il tient la brasserie De Slange (« Le Serpent »), sans grand succès : la terrible explosion de la poudrière, qui dévasta une grande partie de la ville, avait mis un frein à l’économie locale.
De 1656/1657 à 1660, il vit dans une petite maison à Warmond, non loin de Leyde, et cesse bien vite de s'occuper du Slange. En 1660, il s’installe à Haarlem, où il s'inscrit dans la guilde de Saint-Luc l'année suivante. C'est là qu'il connaîtra sa période la plus productive.
Vers 1661, il déménagea à Haarlem où son art devint de plus en plus monumental et d'une grande liberté de style. Ses sujets devinrent eux aussi plus ambitieux, ses scènes de désordre ayant un point de vue moralisateur. Il a aussi peint des sujets bibliques et mythologiques ainsi que des portraits.
En 1670, année de la mort de son père, et un an après celle de sa femme, Steen retourne vivre à Leyde où, jusqu’à son propre décès, il occupe une maison héritée de ses parents. Durant cette période, il est souvent accompagné par Frans van Mieris l'Ancien. En 1671, il est choisi une première fois pour diriger la guilde des artistes, une fonction qu’il devait à nouveau exercer trois ans plus tard. Il obtient l’autorisation d’exploiter une autre taverne, De Vrede (« La Paix ») et, vers 1673, il se remarie avec la veuve d’un libraire, Maria Van Egmont, avec laquelle il aura ses sixième et septième enfants.
Jan Steen meurt en février 1679, âgé de 54 ans. Son corps est inhumé dans un caveau de famille de la Pieterskerk (« église Saint-Pierre ») à Leyde. Sa fille, Catherina, épousa le peintre de marines Jan Porcellis.

## Œuvre
La vie quotidienne constitue le sujet de prédilection de Steen, qui a un style baroque. Un bon nombre de tableaux sont pleins d’animation, voire chaotiques et luxurieux, à tel point que ce genre de scènes a donné naissance à une expression couramment utilisée en néerlandais : « een huishouden van Jan Steen », c'est-à-dire « un ménage de (à la) Jan Steen ». Ses peintures renferment des indices subtils et de nombreux symboles qui laissent entendre que Jan Steen ne veut pas tant inviter le spectateur à imiter ce qui est représenté que, au contraire, donner à celui-ci une leçon morale. Souvent, elles se réfèrent à de vieux proverbes ou à d’anciens textes littéraires néerlandais. La famille du peintre faisait souvent fonction de modèle. 
En dehors des peintures de genre, Steen a exploré des sujets variés : il a peint des scènes historiques, mythologiques et religieuses (Samson parmi les Philistins, Amnon et Hagar, Les Noces de Cana, Esther, Assuérus et Haman), des portraits – dont quelques autoportraits, peu vaniteux –, des natures mortes et des paysages. On vante ses représentations d’enfants, de même que sa maîtrise de la lumière et son souci du détail, notamment dans le rendu des matières textiles.
L’œuvre de Jan Steen put également jouir de l’estime de ses contemporains et, de ce fait, il gagna assez bien sa vie. À l’exception de deux de ses fils, Cornelis et Thadeus Steen, on ne lui connaît aucun élève, mais son travail constitua une source d’inspiration pour bien d'autres artistes.

### La Joyeuse Famille
La Joyeuse Famille est une illustration du proverbe néerlandais « Ce que chantent les vieux, les jeunes le fredonnent », à la fois de manière littérale (toute la famille joue de la musique) et de manière symbolique (le petit garçon du premier plan se faisant servir du vin de la même manière que son père).

### La Toilette
La Toilette représente une prostituée allant se coucher : un « bas rouge » ainsi qu'une « pisseuse » ayant tous les deux cette signification dans le jargon du XVIIe siècle. Elle tient dans ses mains une jarretière dont la marque est encore visible sur ses jambes. Le pot de chambre et les jambes nues de la femme avaient été recouverts à une époque suivante, puis la version originale a été restaurée au XXe siècle.

### Portrait d'Adolf et Catharina Croeser

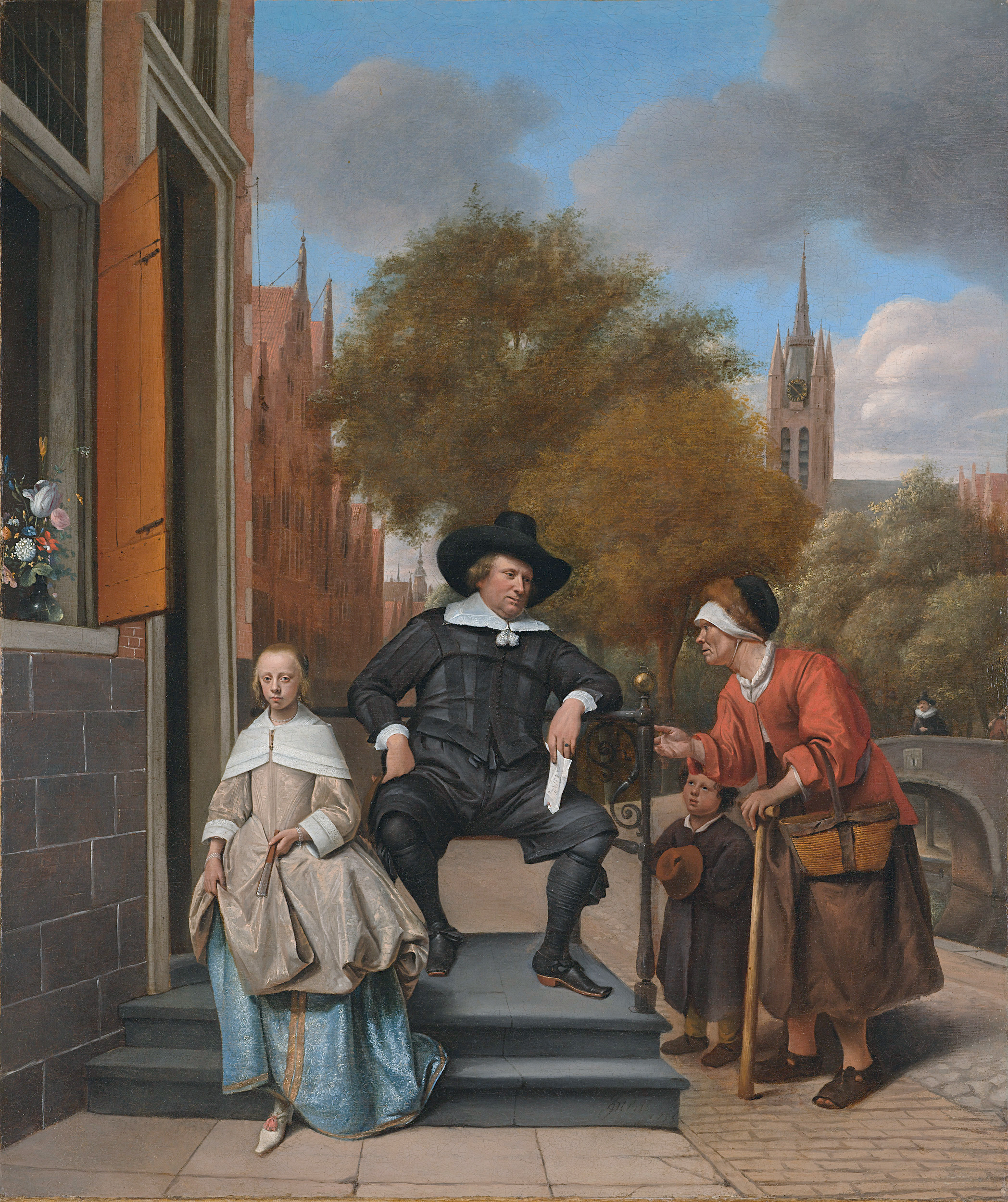
Le maire de Delft et sa fille de Jan Steen - Huile sur toile, 82,5x68,5cm - 1655.

Portrait d'Adolf et Catharina Croeser, aussi connue comme Le maire de Delft et sa fille, est une huile sur toile qui représente un bourgeois, sans doute le bourgmestre de Delft, confortablement assis sur un banc, sur le perron de sa maison, au centre du tableau. L'entrée de la demeure est surélevée et entourée d'une balustrade, configuration typique aux Pays-Bas. Au sol, on distingue trois revêtements: du carrelage qui marque l'appartenance de l'espace à la propriété, un sol en briques jaunies qui constitue la voie piétonne où se trouve une mendiante avec son enfant et, à droite, une rue pavée pour les cavaliers et les charrettes. La scène se déroule sur la rive ouest du vieux canal de la ville de Delft appelé Oude Delft, endroit où se situent les quartiers les plus cossus. À l'arrière-plan, on aperçoit le clocher de la Oude Kerk, vieille église de Delft dont l'horloge indique une heure avancée de l'après-midi. 
À cette époque, âge d'or de la bourgeoisie hollandaise, le sort des indigents est régi par les lois locales. Les mendiants doivent être notés sur un registre pour avoir le droit de demander l'aumône. L'homme nanti tient dans sa main gauche un morceau de papier correspondant sans doute à cette autorisation. Il semble prendre le temps de réfléchir et ne se précipite pas pour faire un don, attitude qu'il est de bon ton d'adopter en tant que citoyen de la ville. Si les vagabonds sont considérés comme des étrangers et ne sont pas les bienvenus, les pauvres de la ville, au contraire, bénéficient d'un traitement de faveur et sont aidés.  
La position du bourgeois, bras gauche accoudé au garde-fou, main droite posée sur la cuisse et genoux largement écartés, lui confère un air respectable empreint de sollicitude. Sa fille descend les marches avec élégance en soulevant sa robe conformément aux règles de bonne conduite en vigueur, un éventail à la main. En peignant ces gestes, ces postures dans le détail, Jan Steen s'illustre une nouvelle fois dans l'art de décrire la vie quotidienne.     
Derrière la mendiante se dresse un pont de pierres en arc sur lequel on discerne les armoiries de la ville de Delft. Le peintre souligne ainsi le progrès et la prospérité de l'époque, le pont étant autrefois en bois.     
Enfin, on remarque un bouquet de fleurs coloré posé sur le rebord de la fenêtre, à gauche du tableau, qui ressemble à une nature morte, genre très populaire aux Pays-Bas au XVIIIe siècle. La fleur blanche au centre du bouquet est une tulipe, fleur très répandue en Hollande. La disposition non centrale de cet élément contraste avec son évidente visibilité et sa netteté. Cela reflète le plaisir qu'avaient les peintres à cette période d'observer et de restituer les détails de la vie de tous les jours avec minutie.      

## Anecdotes
Un même petit chien joue assez régulièrement un rôle dans ses tableaux (Ainsi chantaient..., Ainsi gagné..., Auberge, Enfants apprenant à un chat à danser, L'Épiphanie...). Il s’agit en fait d’une ancienne race canine néerlandaise : le kooikerhondje. On peut supposer que le chien représenté, vu la fréquence avec laquelle il apparaît, appartenait à Steen, ou que, du moins, le peintre possédait un tel chien.
Le 1er novembre 2008, un buste de bronze de Jan Steen fut inauguré en face du numéro 36 de la Jan Steenlaan (« avenue Jan Steen ») à Warmond, la maison où le peintre passa près de cinq ans de sa vie. La sculpture est l’œuvre de Jeroen Spijker, de Leyde.

## Liste des œuvres
Peintre prolifique, Jan Steen a réalisé près de huit cents peintures dont moins de la moitié ont été préservées.
| Image | Titre                                                                      | Année            | Technique                  | Taille         | Exposition/Collection/Propriétaire                  | Référence |
| ----- | -------------------------------------------------------------------------- | ---------------- | -------------------------- | -------------- | --------------------------------------------------- | --------- |
|       | Le Contrat de mariage                                                      | début 1650       | Huile sur toile            | 65 × 83 cm     | Musée de l'Ermitage, Saint-Petersbourg              |           |
|       | Le Repas de jambon ou Le Petit violoniste                                  | 1650-1660        | Huile sur bois             | 40 × 49 cm     | Musée des Offices, Florence                         |           |
|       | L'Arracheur de dent                                                        | 1651             | Huile sur bois             | 32,5×26,7 cm   | Mauritshuis, La Haye                                |           |
|       | Paysans devant une auberge                                                 | 1653             | Toile                      |                | Musée d'art de Toledo, Toledo (Ohio)                |           |
|       | Portrait d'Adolf et Catharina Croeser                                      | 1655             | Huile sur toile            | 82,5×68,7 cm   | Rijksmuseum, Amsterdam                              |           |
|       | Paysans au jeu de quilles                                                  | vers 1655        | Chène                      | 68×87cm        | Musée d'histoire de l'art de Vienne, Gemäldegalerie |           |
|       | La Goûteuse d'huîtres (Het oestereetstertje)                               | 1658-1660        | Huile sur bois             | 21 x 15 cm     | Mauritshuis                                         |           |
|       | Joueurs de carte en intérieur                                              | ca. 1660         | Huile sur bois             | 45,8 × 60,3 cm | Eijk and Rose-Marie van Otterloo Collection         |           |
|       | Les Noceurs                                                                | vers 1660        | Huile sur bois             | 39 × 30 cm     | Musée de l'Ermitage, Saint-Petersbourg              |           |
|       | La Visite du médecin                                                       | vers 1660        | Huile sur bois             | 63 × 51 cm     | Musée de l'Ermitage, Saint-Petersbourg              |           |
|       | Dorpsfeest te Warmond                                                      | ca. 1660         | Huile sur bois             | 114 × 183 cm   | coll. priv.                                         |           |
|       | La Toilette                                                                | ca. 1659-1660    | Huile sur bois             | 37 × 27,5 cm   | Rijksmuseum Amsterdam                               |           |
|       | La Prière à table                                                          | 1660             | Huile sur bois             | 52,7×44,5 cm   | Morrison Collection                                 |           |
|       | Le Repos devant l'auberge                                                  | 1660             | huile sur bois             | 54,5 x 40,5 cm | Musée Fabre, Montpellier                            |           |
|       | Portrait de Jacoba Maria van Wassenaer (1654-1683) dit aussi La Basse cour | 1660             | Huile sur toile            | 107 × 81 cm    | Mauritshuis, La Haye                                | Musée     |
|       | L'Alchimiste                                                               | vers 1660        | Huile sur panneau          | 42 × 30 cm     | Wallace Collection, Londres                         | Musée     |
|       | Comme les vieux chantent, les enfants piaillent                            | 1662             | Huile sur toile            |                | Musée Fabre, Montpellier                            | Musée     |
|       | La Leçon de clavecin                                                       | 1660-1669        | huile sur chêne            | 37 × 48 cm     | Wallace Collection, Londres                         | Musée     |
|       | Le Marchand de canards                                                     | 1660-1670        | huile sur toile            | 86 × 68 cm     | Collection privée Vente Sotheby's 12 juin 1995      | Base RKD  |
|       | Une de perdue, dix de retrouvées                                           | 1661             | Huile sur toile            | 104 × 79 cm    | Musée Boijmans Van Beuningen, Rotterdam             | Base RKD  |
|       | Le Jardin de l'auberge                                                     | 1661 – 1663      | Huile sur toile            | 68 × 58 cm     | Gemäldegalerie (Berlin)                             |           |
|       | Le Choix entre le Vieux et le jeune ou La Demande en mariage               | 1661 – 1663      | Huile sur chêne            | 63 × 51 cm     | Musée national de Varsovie                          | Musée     |
|       | Le Monde à l'envers                                                        | vers 1663        | Huile sur toile            | 105×145 cm     | Musée d'histoire de l'art de Vienne, Gemäldegalerie |           |
|       | So de Oude songen, so pypen de jongen (Le Baptême)                         | vers 1663        | Huile sur toile            | 83 × 99 cm     | Gemäldegalerie, Berlin                              |           |
|       | Le Couple de danse                                                         | 1663             |                            |                | National Gallery of Art, Washington, USA            |           |
|       | La Maisonnée dissolue                                                      | 1663-1664        | Huile sur toile            | 108 × 90 cm    | Metropolitan Museum of Art, New York                | Musée     |
|       | La Prière à table                                                          | vers 1663 – 1665 | Huile sur toile            | 99x84cm        | Collection privée                                   |           |
|       | Ce que chantent les vieux, les jeunes le fredonnent                        | vers 1663 – 1665 | Huile sur toile            |                | Mauritshuis, La Haye                                |           |
|       | Autoportrait avec luth                                                     | vers 1663 – 1665 | Huile sur bois             | 55,5×44cm      | Musée Thyssen-Bornemisza, Madrid                    |           |
|       | L'École de village                                                         | vers 1663/65     | Huile sur toile            | 109 × 81 cm    | Galerie nationale d'Irlande, Dublin                 |           |
|       | La Petite Collectionneuse d'aumônes                                        | vers 1663/65     | Huile sur bois             | 59 × 51 cm     | Musée du Petit Palais, Paris                        |           |
|       | Les Effets de l'intempérance                                               | 1663–1665        | Huile sur bois             | 76 × 106 cm    | National Gallery, Londres                           | Musée     |
|       | La Femme malade                                                            | 1663–1666        | Huile sur toile            | 76 × 63 cm     | Rijksmuseum, Amsterdam                              | Musée     |
|       | Bagarre entre joueurs de cartes dans une auberge                           | 1664             | Huile sur toile            | 80 × 67 cm     | Alte Pinakothek, Munich                             |           |
|       | Dispute au jeu de cartes                                                   | 1664/65          |                            |                | Gemäldegalerie, Berlin                              |           |
|       | Célébration d'une naissance                                                | 1664             | huile sur toile            | 89 × 109 cm    | Wallace Collection, Londres                         | Musée     |
|       | La Leçon de dessin                                                         | vers 1665        | huile sur panneau          | 49 × 41 cm     | J. Paul Getty Museum, Los Angeles                   | Musée     |
|       | La Saint-Nicolas                                                           | 1665–1668        | Huile sur toile            | 82 × 70 cm     | Rijksmuseum, Amsterdam                              |           |
|       | Enfants apprenant à un chat à danser                                       | 1665−68          | Huile sur bois             | 68,5×59cm      | Rijksmuseum Amsterdam                               |           |
|       | Les Rhétoriciens                                                           | 1665-1668        | Huile sur toile            | 86 × 100 cm    | Musée Old Masters, Bruxelles                        | Musée     |
|       | Le Charlatan                                                               | 1666−1668        | Huile sur toile            | 108 × 139 cm   | Collection privée Vente Sotheby's 12 juin 1995      | Base RKD  |
|       | Le Mariage de Tobie                                                        | vers 1667        | Huile sur toile            | 131×172cm      | Musée Herzog Anton Ulrich, Brunswick                |           |
|       | Der strenge Schulmeister                                                   | vers 1668        | Huile sur bois             | 57,5×57cm      | Collection privée                                   |           |
|       | Le Banquet de Cléopâtre                                                    | 1668-1669        |                            |                | Amersfoort                                          |           |
|       | Esther, Assuérus et Haman                                                  | vers 1668        | Huile sur toile            | 70×93cm        | Cleveland Museum of Art                             |           |
|       | La Joyeuse famille                                                         | 1668             | Huile sur toile            | 110 × 141 cm   | Rijksmuseum, Amsterdam                              | Musée     |
|       | Le Ménétrier                                                               | 1670             | Huile sur toile            | 43,5×49,2 cm   | Palais des beaux-arts de Lille                      |           |
|       | La Joueuse de luth                                                         | vers 1670        | Huile sur toile            | 36 × 53 cm     | Wallace Collection, Londres                         | Musée     |
|       | L'Époux trompé                                                             | vers 1670        | Toile                      | 57×68 cm       | Musée d'histoire de l'art de Vienne, Gemäldegalerie |           |
|       | L'École de jeunes garçons et de jeunes filles                              | vers 1670        | Huile sur toile            | 81,7×108,6 cm  | Galerie nationale d'Écosse, Édimbourg               |           |
|       | Joyeuse compagnie sur une terrasse                                         | vers 1670        | Huile sur toile            | 141 × 131 cm   | Metropolitan Museum of Art (New York)               | Musée     |
|       | Noces de Cana                                                              | 1670–72          | Huile sur panneau          |                | Galerie nationale d'Irlande, Dublin                 |           |
|       | Cage à perroquet                                                           |                  | Toile sur bois             | 50×40 cm       | Rijksmuseum, Amsterdam                              |           |
|       | Fête dans une auberge                                                      | 1674             | Huile sur toile            | 117 × 161 cm   | Musée du Louvre, Paris                              | Musée     |
|       | Festivités dans une taverne                                                | vers 1674        | Huile sur toile            | 73 × 66 cm     | Wallace Collection, Londres                         | Musée     |
|       | Lockere Gesellschaft                                                       | 1678/79          |                            |                | Gemäldegalerie, Berlin                              |           |
|       | Des enfants apprennent à lire à un chat                                    |                  | Huile sur panneau de chêne | 45×35,5 cm     | Kunstmuseum, Bâle                                   |           |
|       | Amnon et Thamar                                                            |                  | Bois                       | 64,5×83cm      | Wallraf-Richartz Museum, Cologne                    |           |
|       | L'Orateur couronné                                                         |                  | Toile                      | 70x61cm        | Alte Pinakothek, Munich                             |           |
|       | Une visite arrive                                                          |                  | Huile sur bois de chêne    | 61,6×46 cm     | Musée des beaux-arts, Budapest                      |           |
|       | La Fête des Rois                                                           | 1688             |                            | 82 × 107,5 cm  | Gemäldegalerie Alte Meister (Cassel), Cassel        |           |